# BET Awards 2001
Die BET Awards 2001 waren die erste von Black Entertainment Television (BET) vergebenen BET Awards, die an Künstler in den Bereichen Musik, Schauspiel, Film und anderen Unterhaltungsgebieten vergeben wurden.
Die Verleihung fand am 19. Juni 2001 im Paris Hotel, Paradise, Nevada statt. Die beiden Stand-up-Comedians Steve Harvey und Cedric the Entertainer führten durch den Abend.
Den Preis für ihr Lebenswerk bekam Whitney Houston. Der Preis wurde von Babyface verliehen. Als spezieller Tribut sangen für sie Christina Aguilera und Luther Vandross, bevor Houston selbst ihre Welthits I Have Nothing und I Will Always Love You sang.

## Liveauftritte
- Sisqó – Can I Live[3]
- Usher – U Remind Me
- Snoop Dogg, Nate Dogg and Master P – Lay Low
- Patti LaBelle and Donnie McClurkin – Stand!
- Outkast – Ms. Jackson and So Fresh, So Clean
- Lil' Bow Wow and Snoop Dogg – Bow Wow (That's My Name)
- Jay Z – Fiesta, I Just Wanna Love U (Give It 2 Me) and H to the Izzo
- Destiny’s Child – Bootylicious
- Eve and Gwen Stefani – Let Me Blow Ya Mind

• Whitney Houston Lifetime Achievement Award Tribute:
- Christina Aguilera – Run to You
- Luther Vandross – All the Woman That I Need
- Whitney Houston – I Have Nothing and I Will Always Love You

## Gewinner und Nominierte
Die gewinner sind fett markiert und vorangestellt.
| Video of the Year | Viewers’ Choice |
| --- | --- |
| - Outkast – Ms. Jackson - Destiny’s Child – Independent Women Part I - Dr. Dre featuring Kurupt, Nate Dogg & Snoop Dogg – The Next Episode - Eminem feat. Dido – Stan - Janet Jackson – All for You | - Bow Wow – Bow Wow (That's My Name) - Destiny’s Child – Independent Women Part 1 - R. Kelly – I Wish - Jay Z – I Just Wanna Love U (Give It 2 Me) |
| Best Female Hip Hop Artist | Best Male Hip Hop Artist |
| - Eve - Da Brat - Lil’ Kim - Missy Elliott - Trina | - Jay Z - Ja Rule - Mystikal - Nelly - Snoop Dogg                                                                                                  |
| Best Female R&B Artist | Best Male R&B Artist |
| - Mary J. Blige - Aaliyah - Jill Scott - Janet Jackson - Erykah Badu | - Musiq - R. Kelly - Carl Thomas - Joe - Maxwell                                                                                                   |
| Best Female Group | Best Male Group |
| - Destiny’s Child - Mary Mary - 3LW - 702 - Blaque | - OutKast - Jagged Edge - Dr. Dre, Kurupt, Nate Dogg & Snoop Dogg - Boyz II Men - 112                                                              |
| Best New Artist | Best Gospel Artist |
| - Nelly - Lil’ Bow Wow - Musiq - Jill Scott - India.Arie | - Donnie McClurkin - Mary Mary - Yolanda Adams - Hezekiah Walker - Kirk Franklin                                                                   |
| Best Actress | Best Actor |
| - Sanaa Lathan - Aaliyah - Regina King - Angela Bassett | - Denzel Washington - Omar Epps - Samuel L. Jackson - Cuba Gooding Jr.                                                                             |
| Sportswoman of the Year | Sportsman of the Year |
| - Marion Jones - Venus Williams - Serena Williams - Sheryl Swoopes | - Allen Iverson - Tiger Woods - Kobe Bryant - Shaquille O’Neal                                                                                     |
| Lifetime Achievement | |
| - Whitney Houston | |